# Klaus Köste
Klaus Köste (né le 27 février 1943 à Francfort-sur-l'Oder, et mort le 14 décembre 2012 à Wurzen) est un gymnaste est-allemand. 

## Biographie
Il entre à l'International Gymnastics Hall of Fame en 2014.

## Palmarès

### Jeux olympiques
- Tokyo 1964
- médaille de bronze par équipes

- Mexico 1968
- médaille de bronze par équipes

- Munich 1972
- médaille de bronze par équipes
- médaille d'or au saut de cheval

### Championnats d'Europe
- Madrid 1971
- médaille d'or à la barre fixe
- médaille d'argent aux barres parallèles
- médaille de bronze au saut de cheval

- Grenoble 1973
- médaille d'or à la barre fixe
- médaille de bronze au concours général individuel
- médaille de bronze au sol